# Paulo Miranda
Jonathan Doin, conocido como Paulo Miranda (Piraí do Sul, 16 de agosto de 1988), es un futbolista brasileño. Juega de defensor central.

## Biografía
Jonathan Doin nació el 16 de agosto de 1988 en Piraí do Sul (Paraná). Proviene de una familia de pocos recursos, y su padre falleció cuando él tenía once años. Después de esto, vivió dos años con su madrina, hasta que se trasladó con su madre a Castro. Está casado con Edna, con quien tiene un hijo llamado Pedro Henrique.

## Carrera
Comenzó su carrera en el Iraty, donde jugó entre 2007 y 2008. Fue allí que empezó a hacerse llamar Paulo Miranda, a consejo del entrenador Karmino Colombini, quien le dijo que su nombre era «muy tierno para un zaguero». En 2008, se convirtió en profesional en Desportivo Brasil. Ese año, se trasladó a Palmeiras, donde estuvo un año.
Paulo Miranda rescindió su contrato con el Náutico el 24 de mayo de 2023 por un escándalo de arreglos de partidos. Ocho días después fue sancionado con 1 000 días de suspensión y una multa de R$70 000.

## Estadísticas
| Palmeiras · Brasil |               |     |    |    |     |   |    |    |   |     |     |    |    |
| 2008 | —             | —   | —  | —  | —   | — | 2  | 0  | 0 | 2   | 0   | 0  |    |
| 2009 | 1             | 0   | 0  | 1  | 0   | 0 | —  | —  | — | 2   | 0   | 0  |    |
| Total | 1             | 0   | 0  | 1  | 0   | 0 | 2  | 0  | 0 | 4   | 0   | 0  |    |
| Oeste F. C. · Brasil |               |     |    |    |     |   |    |    |   |     |     |    |    |
| 2010 | 3             | 1   | 0  | 17 | 0   | 0 | —  | —  | — | 20  | 1   | 0  |    |
| 2011 | —             | —   | —  | 21 | 0   | 0 | —  | —  | — | 21  | 0   | 0  |    |
| Total | 3             | 1   | 0  | 38 | 0   | 0 | 0  | 0  | 0 | 41  | 1   | 0  |    |
| E. C. Bahia · Brasil |               |     |    |    |     |   |    |    |   |     |     |    |    |
| 2011 | 32            | 1   | 3  | —  | —   | — | —  | —  | — | 32  | 1   | 3  |    |
| Total | 32            | 1   | 3  | 0  | 0   | 0 | 0  | 0  | 0 | 32  | 1   | 3  |    |
| São Paulo F. C. · Brasil |               |     |    |    |     |   |    |    |   |     |     |    |    |
| 2012 | 20            | 2   | 2  | 21 | 0   | 0 | 8  | 0  | 0 | 49  | 2   | 2  |    |
| 2013 | 26            | 0   | 1  | 9  | 0   | 0 | 12 | 0  | 0 | 47  | 0   | 1  |    |
| 2014 | 15            | 0   | 0  | 7  | 1   | 0 | 6  | 0  | 1 | 28  | 1   | 1  |    |
| 2015 | 5             | 1   | 0  | 5  | 1   | 0 | 1  | 0  | 0 | 11  | 2   | 0  |    |
| Total | 66            | 3   | 3  | 42 | 2   | 0 | 27 | 0  | 1 | 135 | 5   | 4  |    |
| Red Bull Salzburgo · Austria |               |     |    |    |     |   |    |    |   |     |     |    |    |
| 2015-16 | 30            | 2   | 3  | 5  | 0   | 0 | 3  | 0  | 0 | 38  | 2   | 3  |    |
| 2016-17 | 27            | 2   | 0  | 2  | 0   | 0 | 7  | 0  | 0 | 36  | 2   | 0  |    |
| 2017-18 | 10            | 0   | 0  | —  | —   | — | 10 | 0  | 0 | 20  | 0   | 0  |    |
| Total | 67            | 4   | 3  | 7  | 0   | 0 | 20 | 0  | 0 | 94  | 4   | 3  |    |
| Grêmio · Brasil |               |     |    |    |     |   |    |    |   |     |     |    |    |
| 2018 | 13            | 0   | 0  | 6  | 1   | 0 | 4  | 0  | 0 | 23  | 1   | 0  |    |
| 2019 | 12            | 1   | 0  | 8  | 0   | 0 | 1  | 0  | 0 | 21  | 1   | 0  |    |
| 2020 | —             | —   | —  | 8  | 2   | 0 | 1  | 0  | 0 | 9   | 2   | 0  |    |
| Total | 25            | 1   | 0  | 24 | 3   | 0 | 6  | 0  | 0 | 55  | 4   | 0  |    |
| Total carrera | Total carrera | 194 | 10 | 9  | 112 | 5 | 0  | 55 | 0 | 1   | 361 | 15 | 10 |
| (1) Incluye datos de Copa de Austria, Copa de Brasil, Campeonato Paulista, Campeonato Gaúcho y Recopa Gaúcha. (2) Incluye datos de Liga Europa de la UEFA, Liga de Campeones de la UEFA, Copa Sudamericana, Copa Libertadores y Recopa Sudamericana. |               |     |    |    |     |   |    |    |   |     |     |    |    |

## Palmarés

### Campeonatos regionales
| Título            | Club   | País   | Año  |
| ----------------- | ------ | ------ | ---- |
| Campeonato Gaúcho | Grêmio | Brasil | 2018 |
| Recopa Gaúcha     | Grêmio | Brasil | 2019 |
| Campeonato Gaúcho | Grêmio | Brasil | 2019 |

### Campeonatos nacionales
| Título          | Club               | País    | Año     |
| --------------- | ------------------ | ------- | ------- |
| Bundesliga      | Red Bull Salzburgo | Austria | 2015-16 |
| Copa de Austria | Red Bull Salzburgo | Austria | 2016    |
| Bundesliga      | Red Bull Salzburgo | Austria | 2016-17 |
| Copa de Austria | Red Bull Salzburgo | Austria | 2017    |

### Campeonatos internacionales
| Título              | Club      | País   | Año  |
| ------------------- | --------- | ------ | ---- |
| Copa Sudamericana   | São Paulo | Brasil | 2012 |
| Recopa Sudamericana | Grêmio    | Brasil | 2018 |